# Fences and pickets
Fences and pickets model složení plazmatické membrány (model plotů a proteinových hlídek) je koncepce popisující složení a dynamiku buněčné membrány. Tento model je založen na představě o rozdělení celého prostoru cytoplazmatické membrány na malé (70-300 nm) prostory, které vznikají jednak kvůli dočasnému propojení buněčné membrány a prvků aktinového cytoskeletu („fences“), a jednak kvůli existenci skupin imobilizovaných transmembránových proteinů, tzv. proteinových „hlídek“ („pickets“), které omezují volný pohyb látek membránovou plochou.
Fences and pickets koncepce složení plazmatické membrány postupně nahrazuje starší představy o složení buněčné membrány, jako např., Singerův-Nicolsonův model tekuté mozaiky a Saffmanův-Delbruckův model dvourozměrného tekutého kontinua.

## Model membránových plotů
Síť membránového skeletu (MSK) aktinového základu je umístěna přímo na povrchu plazmatické membrány. Tato síť pravděpodobně rozděluje plazmatickou membránu do mnoha malých prostorů a ovlivňuje boční pohyb membránových molekul. Cytoplazmatické domény kolidují s membránovým skeletem, který způsobuje dočasné uvěznění nebo ohrazení transmembránových proteinů v síti MSK. Transmembránové proteiny (TM) mohou přeskakovat mezi sousedními oddíly, když je dostatečná vzdálenost mezi mřížkami sítě MSK a membrána je dost široká, nebo když je síť dočasně lokálně přerušena. Cytoplazmatické molekuly lokalizované na vnitřním povrchu plazmatické membrány jsou uvězněny uvnitř oddílů vytvořených membránovým skeletem.

## Model transmembranních proteinových „hlídek“
Pohyb fosfolipidů a dokonce těch, které jsou umístěny na vnější vrstvě, je regulován sítí membránového skeletu aktinového původu, což je překvapující, protože membránový skelet se nalézá na vnitřní straně cytoplazmatické membrány a nemůže přímo interagovat s fosfolipidy umístěnými na vnější straně cytoplazmatické membrány. K vysvětlení přeskakovací difúze (hop-diffusion) v souladu s transmembránovými proteiny byl navržen model transmembranních (TM) proteinových "hlídek" (anchored TM-protein pickets model), ve kterém jsou různé transmembránové proteiny ukotveny a seřazeny podél membránového skeletonu a účinně působí jako řada „pickets“ proti volné difúzi fosfolipidů. To nejen z důvodu efektu prostorové překážky těchto proteinů, ale také z důvodu účinků podobným hydrodynamickému tření těchto imobilizovaných transmembránových proteinů „pickets“ na okolní lipidové molekuly. Když jsou TM proteiny ukotvené k membránovému skeletonu a nemohou se hýbat, viskozita okolní kapaliny se zvyšuje z důvodu efektu hydrodynamického tření na povrchu imobilizovaných proteinů. Protože když je podél membránového skeletonu seřazeno mnoho takto ukotvených TM proteinů je pro membránové molekuly v prostoru hranice těžké projít. Bylo prokázáno, že při absenci účinku hydrodynamického tření sterická překážka z "pikets" sama o sobě nestačí k vyvolání dočasného uvěznění lipidových molekul. Receptorový přenos a shlukování jsou klíčovým krokem mnoha signálních cest. Cytoskeleton hraje aktivní roli v inhibici nebo umožňuje přenos/shlukování membránových molekul.
Receptorové monomery mohou skákat do prostoru mimo hranice docela snadno, ale když se formují oligomery na ligandy, jejich tempo přeskoku dramaticky poklesne z důvodu zvětšení jejich velikosti. Mnoho receptorů a jiných s membránou asociovaných molekul je dočasně znehybněno na aktinových vláknech. Tato imobilizace je často zlepšena po receptorové vazbě a představuje klíčový krok pro spuštění navazující signalizace  molekul. Mezitím může tvorba vzniklých receptorových uskupení vést k de novo polymerizaci aktinových vláken na receptorová uskupení. Tak může aktinové MSK sloužit jako základní lešení pro vznikající interakce mezi receptory a na aktin vázaných molekul a pro místní signalizace. „Pickets“ a „fences“ vytvořené z MSK a zakotvených TM proteinů poskytují buňce mechanismus pro zachování prostorové informace o přenosu signálu v membráně.
Různé TM proteiny zakotvené do aktinového membránového skeletonu a seřazené podél MSK efektivně působí jako řada „pickets“ proti volné difúzi lipidů a proteinů v buněčné membráně skrze sterické překážky a účinkem hydrodynamického tření imobilizovaných proteinů. „Fences“ ovlivňuje TM proteiny, zatímco „pickets“ ovlivňuje jak lipidy, tak i TM proteiny. V obou modelech membránové proteiny a lipidy mohou přeskakovat z prostorů do sousedních, pravděpodobně když teplotní fluktuace membrány a MSK utvoří prostor mezi nimi dostatečně široký aby mohly překonat integrální membránové proteiny, když se aktinová filamenta dočasně přeruší a nebo když membránové molekuly mají dostatečnou kinetickou energii k překonání bariery v místě hranice prostoru.